# Washington Square Park
Pour les articles homonymes, voir Washington Square.
Washington Square Park est un parc de la ville de New York, situé dans le sud de l'arrondissement de Manhattan dans le quartier de Greenwich Village. Il est bordé au sud et à l'est par les bâtiments de l'université de New York, ce qui lui vaut d'être fréquenté par une population un peu marginale, intellectuelle et non conformiste. Dans les années 1980, on y trouvait également beaucoup de revendeurs de drogue.
Le parc est également connu pour être un point de rencontre entre joueurs d'échecs.

## Histoire
Washington Square a été aménagé en 1826, à l'emplacement d'un ancien cimetière public. Ce cimetière eut pour premier usage d'accueillir les dépouilles des inconnus et des indigents puis on y enterra les corps de bon nombre de victimes d'une épidémie de fièvre jaune qui frappa New York au début du XIXe siècle. On les enterrait en ce lieu pour des raisons sanitaires, afin d'éloigner les dépouilles de la ville.
Le cimetière ferma en 1825 cependant plus de 20 000 corps reposent toujours sous Washington Square.

## Description

L'arc dédié à George Washington.

Washington Square, long de 300 mètres, large de 150 et d'une superficie de 4 hectares, est un des lieux les plus populaires du sud de Manhattan où les gens aiment flâner et se rencontrer. Le parc a peu de verdure, à part des arbres et des parterres de fleurs, il est presque entièrement pavé et est équipé de tables de jeu d'échecs, installées à demeure, où l'on peut voir les joueurs s'affronter devant un large public. Cependant, il possède également quelques statues et monuments : 
- Une fontaine en son centre entourée de bassins.
- L'arc dédié à George Washington, véritable symbole du parc a été érigé en 1889, édifié sur son côté nord à partir des dessins de Stanford White pour célébrer le centième anniversaire de l'accession de George Washington à la présidence des États-Unis. À l'origine, il était fait de bois et de plâtre. Les travaux pour le reconstruire en béton et en marbre se sont étalés de 1890 à 1895. Des sculptures supplémentaires y ont été ajoutées en 1916 et 1918. Aujourd'hui, les étudiants de l'université de New York défilent sous le monument, lors de la cérémonie de remise des diplômes. L'arche a été l'objet d'une rénovation entre 2002 et 2004, pour un budget de 2,7 millions de dollars[1].
- Une statue de Giuseppe Garibaldi, au sud-est de la fontaine, fut réalisée par Giovanni Turini (it) et offerte par les Italiens de New York en 1888.

Washington Square est le point de départ de la légendaire Cinquième Avenue qui se dirige vers le nord.

## Dans la culture populaire
- Dans le film de William Wyler  L’héritière (1949), Catherine Sloper (interprétée par Olivia de Havilland) et son père habitent Washington Square et l’essentiel du film s’y déroule.
- Dans le film, Je suis une légende (2007), Robert Neville (Will Smith) habite l'appartement juste en face de l'arc de triomphe, sur Washington Square North.
- C'est à cet endroit que Sally (Meg Ryan) dépose Harry (Billy Crystal) lors de leur arrivée à New York dans le film Quand Harry rencontre Sally.
- Dans le film SOS Fantômes 2, il apparaît brièvement lors de l'invasion de la ville par les fantômes.
- Dans le film Quelqu'un de bien, c'est un endroit très important pour l'héroïne.
- Dans le film Avengers: Infinity War, la scène du combat entre Cull Obsidian et Iron man, Bruce Banner, Spider-man et Wong se passe à Washington Square.
  - C'est sous l'arche de George Washington que fut enregistré, avec un studio mobile, pendant l'été 1977, l'album "Stars of the Streets" (Barclay/Ocara). Produit par Eric Dufaure, il rassemblait une douzaine des musiciens des rues de New York les plus remarquables, tous genres confondus. Parmi ceux-ci, le harpiste de blues, Sugar Blue : il sera repéré dans la rue peu de temps après par Mick Jagger. Ce dernier le convie de suite pour improviser sur le titre "Miss You".  La célèbre intro instrumentale est le fruit du talent de Sugar Blue.